# Cynips du châtaignier
Dryocosmus kuriphilus
Espèce
Le cynips du châtaignier (Dryocosmus kuriphilus), appelé aussi chalcide du châtaignier, est une espèce de micro-hyménoptères ravageurs parasites majeurs du châtaignier.

## Propagation
Originaire de Chine, il est apparu en 1940 au Japon et en Corée, en 1974 aux États-Unis et seulement en 2002 pour la première fois en Europe. L'espèce a été repérée en Italie, d'abord dans la région de Coni dans le Piémont puis en Ligurie, en Émilie-Romagne et en Toscane puis en 2005 en Slovénie et en 2007 dans le sud de la France (Saint-Dalmas-le-Selvage et Valdeblore dans les Alpes-Maritimes) où il a été rapidement éradiqué en brûlant les arbres infestés.
Au printemps 2010, le cynips est repéré pour la première fois en Ardèche, la principale zone de production française.
La région de Coni est une zone importante de production de plants de châtaignier dont une grande partie est destinée à l’exportation vers les pays voisins (France). Le risque de propagation du cynips est par conséquent élevé, raison pour laquelle l'Union européenne a pris des mesures sanitaires drastiques relatives au transport et à la plantation des châtaigniers.
En 2015, le cynips est présent dans le Gâtinais français ainsi qu'en Aquitaine (Dordogne, Périgord noir notamment).
Le périmètre de vol de ces insectes étant limité à 25 km, la propagation se fait essentiellement par le transport par l'homme de plants infestés ou de parties de plants (greffons). Les châtaignes, elles, ne sont pas porteuses du parasite.

## Biologie

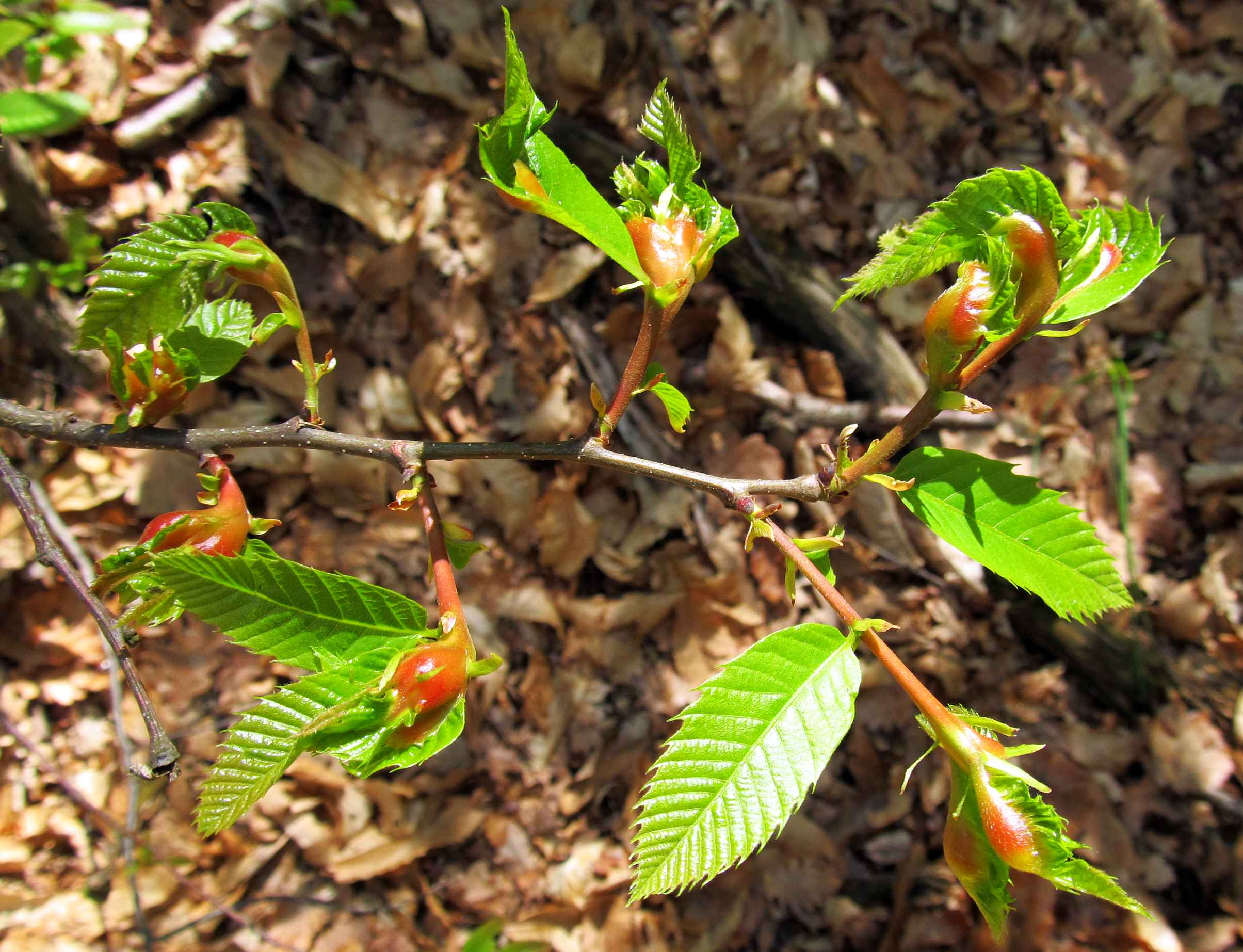
Galles de cynips à Borgo d'Ale VC, Italie.

Les adultes pondent dans les bourgeons pendant la saison de végétation.
Les larves séjournent dans les bourgeons et passent l’hiver sans que le parasite puisse être détecté. Au printemps suivant, les larves se développent et, sous l'effet des toxines qu'elles sécrètent, se forment des galles plus ou moins rouges à la place de la pousse normale. Les plants infestés, au lieu de porter des feuilles et des fruits, ne donnent qu’une pousse très courte avec quelques feuilles déformées par les galles. À terme, cela provoque une perte de vigueur et la mortalité de rameaux (chute de la production fruitière pouvant atteindre 60 à 80 %) et mène dans le pire des cas à la mort des arbres.
Les cynips adultes quittent les galles entre mai et juillet pour aller pondre et recommencer un nouveau cycle annuel.
Une fois la galle abandonnée, elle devient une porte d'entrée potentielle pour un champignon qui attaque les châtaigniers, Cryphonectria parasitica.

## Stratégie de lutte
- Ne pas importer de plants de châtaignier venant des régions reconnues comme contaminées.
- Brûler rapidement les plants contaminés après identification du ravageur.
- Lutte biologique en utilisant le parasitoïde Torymus sinensis qui pond ses œufs dans la galle créée par le cynips.

## Réglementation

### En Europe
- 2003, Des infestation et des dommages sont observés dans la région Piémont (Italie) Le cynips du châtaignier est alors ajouté à la liste d'alerte de l'Organisation européenne et méditerranéenne pour la protection des plantes (OEPP)[5].

- 2005 Des mesures sont prises en Slovénie et publiées dans le journal officiel du pays le 24 juin 2005[6].

- 2006 La Commission européenne par une « décision » (2006/464/CE) demande aux États-membres de prendre des mesures d'urgences pour, notamment, interdire l'introduction et la propagation dans la Communauté de l'organisme Dryocosmus kuriphilus Yasumatsu, de procéder à des enquêtes pour détecter la présence de cet insecte, les cas éventuellement trouvés devant être notifiés à la Commission chaque année, et de limiter et réglementer les mouvements des végétaux concernés[7].

### En France
- 2005 Un arrêté national du 16 février 2005 édicte notamment l'interdiction d'importation de matériel végétal des espèces Castanea spp de pays tiers ou d'autres pays membres, sauf conditions particulières. Il impose la déclaration (dans un délai maximum d'une semaine) des nouvelles plantations, l'obligation de déclaration immédiate des cas d'infestation et l'obligation de destruction sous huit jours des végétaux contaminés[8].
- 2010 Un arrêté (22 novembre 2010) interdit l’« introduction et la propagation en France de l'organisme nuisible Dryocosmus kuriphilus Yasumatsu, le cynips du châtaignier », et impose à toute personne physique ou morale, publique ou privée « d'assurer une surveillance générale du fonds lui appartenant ou utilisé par elle » et « Toute suspicion ou découverte de symptômes de contamination par Dryocosmus kuriphilus en dehors d'une zone contaminée telle que définie à l'article 8 doit faire immédiatement l'objet d'une déclaration soit auprès du maire de la commune qui la transmet au service chargé de la protection des végétaux dans le département, soit directement auprès de ce service. » [9]. D'autres dispositions sont prévues dans l'Arrêté.

## Dénominations
Dryocosmus kuriphilus porte en français les noms vernaculaires ou normalisés suivants : Cynips du châtaignier, Chalcide du châtaignier,,, Chalcide du châtaignier,,.

## Systématique
Le nom valide complet (avec auteur) de ce taxon est Dryocosmus kuriphilus Yasumatsu (d), 1951.